# Muchos hijos, un mono y un castillo
Muchos hijos, un mono y un castillo és una pel·lícula documental espanyola de 2017 dirigida per Gustavo Salmerón i protagonitzada per la seva mare Julita Salmerón.

## Sinopsi
L'actor espanyol Gustavo Salmerón es col·loca darrere de la cambra per a capturar les fascinants excentricitats de la seva extraordinària mare Julita, qui va tenir tres somnis: tenir molts fills, tenir un mico i viure en un castell.

## Premis
El documental ha estat guardonada amb els següents premis:
- 2017- Millor pel·lícula documental en el Festival Internacional de Cinema de Karlovy Vary.[4]
- 2017- Esment especial del jurat al Camden International Film Festival.
- 2017- Millor pel·lícula documental al Hamptons International Film Festival.
- 2018- Millor llargmetratge als Premis Fugaz al curtmetratge espanyol
- 2018- Millor pel·lícula documental al Cinema Eye Honors Spotlight Award.
- 2018- Premi "Ha nacido una estrella" als Premis "Días de Cine" RTVE.
- 2018- Millor pel·lícula documental als Premis José María Forqué.[5]
- 2018- Millor pel·lícula documental al Cercle d'Escriptors Cinematogràfics.[6]
- 2018- Millor pel·lícula documental als Premis Goya.[7]
- 2018- Millor pel·lícula documental als Premis Platino.[8]
- 2018- Menció especial del jurat al Luxemburgo City Film Festival.
- 2018- Premi del públic al Certamen Pantalla Abierta als nous realitzadors] del Festival de Cinema d'Alcalá de Henares 2018.

## Recepció i crítiques
La pel·lícula documental que ha aconseguit una recaptació de 504.533,18 € amb 83.410 espectadors ha estat molt ben valorada per les crítiques professionals:
El diari El País a comentar les següents crítica:
| «                    | El documental de Gustavo Salmerón sobre la seva mare retrata a un remolí vital i emocional | » |
| — Gregorio Belinchón |                                                                                            |   |

| «               | Sota el format del documental han aparegut al cinema espanyol altres senyores memorables (...) Però la més sorprenent, insòlita, graciosa, entranyable i surrealista que he vist en una pantalla, la meva heroïna a perpetuïtat, es diu Julia Salmerón i l'ha filmat el seu fill Gustavo al llarg de 14 anys. | » |
| — Carlos Boyero | |   |

El diari El Periódico va comentar la següent crítica:
| «            | La franquesa de la proposta és un dels seus triomfs. La capacitat escènica de Julita –una senyora que ha estat falangista, republicana i maçona–, i l'habilitat que té el seu fill Gustavo per a extreure el millor d'ella de manera gens forçada, és un altre as guanyador. | » |
| — Quim Casas | |   |